# Disophrys strigata
Disophrys strigata är en stekelart som beskrevs av Günther Enderlein 1920. Disophrys strigata ingår i släktet Disophrys och familjen bracksteklar. Inga underarter finns listade i Catalogue of Life.